# Fernando Guzzoni
Fernando Guzzoni Cox (Santiago; 30 de julio de 1983) es un director, guionista y productor de cine chileno.

## Biografía
En 2008 estrenó el documental La Colorina basado en la poeta Stella Díaz Varín, que estrenó a los 24 años apoyado por el Fondo de Fomento Audiovisual de Chile. La Colorina se estrenó mundialmente en agosto de 2008 en el Festival Des Films Du Monde Montreal (Canadá), El mismo año el filme obtuvo el Premio a la mejor película en el Festival de Trieste (Italia) y el Premio al mejor director del foro chileno en Sanfic. Además la cinta participó en numerosos festivales de 2009, como BAFICI, Festival de Cartagena de Indias, entre otros. 
Durante 2010, Guzzoni fue uno de los seis beneficiados entre 180 postulantes para la residencia de la cinefondation del Festival de Cannes, donde obtuvo una importante beca entregada por el Festival de Cannes para escribir en París  el guion de su primer largometraje de ficción, Carne de perro.
En 2012 estrenó su primer largometraje de ficción, Carne de perro, en el Festival Internacional de Cine de San Sebastián y obtuvo reconocimiento internacional al ganar el premio Kutxa a la mejor película en la sección Nuevos Directores entre 16 países. El galardón fue recibido por Guzzoni y el protagonista Alejandro Goic durante la ceremonia oficial de clausura.  La película recibió más de 15 premios internacionales entre los que destaca el premio Ingmar Bergman en el festival de cine de Gotemburgo, Suecia. El Rail de Oc en el Festival de Toulouse, el premio Coral a la mejor ópera prima en el Festival de La Habana, Cuba entre otros. La película fue estrenada comercialmente en más de 15 países. 
El 2016 estrenó su tercer largometraje, Jesús, en el Festival de Cine Toronto y en la Competencia oficial del Festival de San Sebastián. Fue ganador de numerosos premios entre los que destaca el premio al mejor actor en el Festival de Torino, Italia. La película fue estrenada comercialmente en más de quince países.
Su siguiente largometraje, Blanquita, fue premiado en la sección Horizontes del Festival Internacional de Cine de Venecia de 2022 con el galardón al mejor guion.

## Filmografía
| Año  | Título                                                                        | Acreditado como | Acreditado como | Acreditado como | Notas                              | Ref.  |
| Año  | Título                                                                        | Director        | Guionista       | Productor       | Notas                              | Ref.  |
| ---- | ----------------------------------------------------------------------------- | --------------- | --------------- | --------------- | ---------------------------------- | ----- |
| 2008 | La Colorina                                                                   | Sí              | Sí              | No              | Documental sobre Stella Díaz Varín | [ 4 ] |
| 2012 | Carne de perro                                                                | Sí              | Sí              | No              |                                    | [ 5 ] |
| 2016 | Jesús                                                                         | Sí              | Sí              | No              |                                    | [ 6 ] |
|      | (2022) Blanquita director y guionista https://en.wikipedia.org/wiki/Blanquita |                 |                 |                 |                                    |       |

## Premios y reconocimientos
Festival Internacional de Cine de San Sebastián
| Año  | Categoría                      | Película       | Resultado |
| ---- | ------------------------------ | -------------- | --------- |
| 2012 | Premio Kutxa Nuevos Directores | Carne de perro | Ganador   |

Festival de Cine de Venecia
| Año  | Categoría             | Película  | Resultado |
| ---- | --------------------- | --------- | --------- |
| 2022 | Premio al mejor guion | Blanquita | Ganador   |

- Festival de Trieste (2008): Mejor película (La Colorina)
- Foro Chileno en Sanfic (2008): Mejor director (La Colorina)
- Festival de Biarritz (2009):  Mejor proyecto (Carne de perro)
- Festival Internacional del Nuevo Cine Latinoamericano de La Habana 2012: Tercer Premio Coral a mejor ópera prima (Carne de perro)
- Festival Internacional de Cine de Valdivia 2012: Premio Moviecity (Carne de perro)
- Göteborg Film Fest (2013): Premio Ingmar Bergman al mejor debut del certamen (Carne de perro)[9]
- Festival BioBio Cine (2014): Mejor Largometraje ficción (Carne de perro)